# Théorie de la transition (franc-maçonnerie)
Pour les articles homonymes, voir Transition (homonymie) et Théorie de la transition.
La théorie de la transition est en franc-maçonnerie le nom donné par les historiens et maçonnologues aux événements et pratiques qui auraient abouti à la transformation des loges opératives des corporations de maçons du Moyen Âge et de la Renaissance de Grande-Bretagne en loges spéculatives de la franc-maçonnerie. Cette transition s'étant effectuée selon cette théorie par « l'acceptation » de gentlemen masons au cours des XVIIe et XVIIIe siècles. Ces « maçons non opératifs et acceptés » auraient peu à peu reproduit les pratiques des loges opératives tout en ne conservant que la symbolique et l'organisation de ces dernières, pour donner naissance progressivement à la franc-maçonnerie spéculative.
Cette théorie étudiée par les historiens et maçonnologues depuis le milieu du XXe siècle s'avère au regard des dernières recherches et travaux, non fondée et relevant pour partie des mythes maçonniques construits, sur la base des textes fondateurs de la franc-maçonnerie. Elle n'est majoritairement plus reconnue au XXIe siècle, comme une théorie pertinente pour expliquer la création de loge spéculative, la « théorie de l'emprunt » étant préférée par les maçonnologues contemporains à cette dernière.

## Historique
L'analyse historique de la naissance de la franc-maçonnerie commence à la fin du XIXe siècle. La création de la première loge de recherche à Londres, la loge Quatuor Coronati ouvre la période de la recherche dite « académique » qui utilise les techniques et les outils des historiens professionnels. Cette méthode permet d'identifier au moins deux lieux d’apparitions de loges spéculatives n'ayant plus ou pas de lien avec les loges des constructeurs, l'Angleterre et l'Écosse. De ces premières investigations historiques apparait une théorie visant à fixer une forme officielle à la naissance de la franc-maçonnerie spéculative. Elle est tout d'abord l’œuvre del'érudit anglais Harry Carr vers 1960.

## Théorie de la transition

### Détails de la théorie
Cette théorie même au sein de l'école d'histoire maçonnique anglaise reste transmise comme l'explication majeure de la création de la franc-maçonnerie pendant la dernière partie du XXe siècle. Harry Carr expose et soutient que sur une période de six cents ans et à la suite du déclin qu'elles connaissent à l'époque de la Renaissance, les loges opératives auraient pour des raisons diverses, accepté dans leurs rangs des notables étrangers à la pratique du métier. Ces « maçons acceptés » devenant dès lors spéculatifs au sein de ces loges opératives. Devenus majoritaires au fil du temps, ces maçons spéculatifs ou free-mason tout en conservant rituels et symboles ne se seraient plus qu'occupés que de débats d'idées et de convivialité fraternelle. Expliquant de la sorte la création de la franc-maçonnerie moderne au travers de ce modèle de transition, que les historiens qualifient de « théorie de la transition ».
Cette continuité théorique de l'institution propose en plus une transmission ésotérique par la progressivité de cette transition ininterrompue. Celle de la transmission des usages, rituels et secrets des constructeurs contenant des enseignements ésotériques préservés dans les loges opératives dont les maçons acceptés, bien que sans qualification pratique et sans en faire usage, auraient reçu. Héritant de la sorte la tradition opérative dans sa plénitude. « L’art du tracé » ou le nombre d'or faisant partie de ces connaissances supérieures confinées dans les loges opératives qui permettent de se rattacher aux plus anciennes traditions philosophiques, celle des arts libéraux ou celle de l'école pythagoricienne par exemple. 
Cette théorie comporte parfois quelques ajouts complémentaires fabuleux, tels celle des Maitres Comancins, maçons mystérieux d'Italie et itinérants qui enseignent en Europe, les arts du métier et l'ésotérisme y afférent, ou encore celle du compagnonnage, mêlant indistinctement les usages des loges opératives du Moyen Âge de Grande-Bretagne et les usages du compagnonnage français pour véhiculer et conforter cette théorie transitionnelle.
La terminologie même du nom de « franc-maçon » s'inscrivant dans cette continuité de l'opératif vers le spéculatif. Les freemasons des loges opératives anglaises du Moyen Âge étant simplement devenus les free-masons des loges spéculatives du XVIIIe siècle. Ce nom avec tiret, selon l'historien Roger Dachez, ne conditionne pas une continuité avec les loges opératives, mais plutôt une séparation vers une sociabilité spéculative.

### Critiques de la théorie
Cette théorie est remise en cause en 1978 par l'historien Eric Ward qui conteste cette filiation directe entre la maçonnerie opérative et spéculative.
Les éléments de contradiction mis en exergue sont exprimés autour de l'existence des loges opératives à la fin du XVe siècle et au cours du XVIe siècle et de l'intégration de quelques gentlemen masons comme patrons protecteurs. Quelquefois attestés en Écosse et en Angleterre mais qui n'ont lieu qu'à partir du XVIIe siècle. L'absence complète de documentation montre que pour l'Angleterre, les loges opératives ont complétement disparu à la fin de l’époque des Tudors vers 1600 et il n'existe aucun document attestant de l'acceptation de « non-opératifs » dans les loges opératives avant leur disparition du territoire de l'Angleterre.
Concernant l’Écosse, la réorganisation est complète sous la direction de William Schaw et la création des statuts Schaw en 1598-1599, qui structure les loges comme des groupements fixes et pérennes, travaillant dans un secteur géographique défini. Dans ces dernières, quelques admissions de non-opératifs sont attestées au cours du XVIIe siècle. Cependant L'étude des procès-verbaux de ces loges écossaises et de la vie de ces « maçons acceptés », faites par le professeur et historien écossais David Stevenson, confirme que ces appartenances passagères et honorifiques n'avaient aucune continuité quant à la fréquentation de leur loge de réception. À l'image d'Elias Ashmole ou de Robert Moray connus comme les 1er francs-maçons spéculatifs qui ne sont apparus après leur réception, qu'une ou deux fois en loge au cours de leur vie. Selon les maçonnologues, la disparition des loges opératives d'origine, l'absence de participation active aux travaux de loges écossaises restructurées sous de nouveaux statuts et qui ne se réunissaient qu'épisodiquement, infirme la continuité d'une filiation directe ou la réussite d'une transition progressive, tel que proposée par la théorie.
Si l'adjonction des « Maitres Comancins » est rapidement démontrée comme mythologique, aucune prétendue franchise papale n'ayant jamais existé les concernant, la piste du compagnonnage acteur de la transition est également réfutée par les historiens. L'institution du compagnonnage étant principalement française est inconnue en Angleterre où nait la franc-maçonnerie. Les associations de compagnons possèdent leurs usages spécifiques et certains rituels qui leur sont propres. La documentation historique reste fragmentaire et peu précise à cette époque, dont il ressort toutefois qu'elle ne comporte aucun élément de la franc-maçonnerie. Les documents deviennent plus complets à partir du XIXe siècle et présentent dès lors des signes notoires d'ajouts maçonniques. La comparaison entre les deux époques laisse clairement apparaitre tout au long du XIXe siècle, les emprunts faits à la franc-maçonnerie qui font dire à Agricol Perdiguier, ardent défenseur du compagnonnage et qui considère ces nouvelles pratiques en 1841 « comme des inventions introduites dans le compagnonnage par des hommes initiés aux deux sociétés ». Les deux sociétés sont clairement établies comme distinctes, continuant toutefois de générer des malentendus quant à la création de la franc-maçonnerie spéculative, qui ne partage aucun trait fondateur commun, ni aucun lien organique avec le compagnonnage, et qui fait de nombreux emprunts à cette dernière au cours du XIXe siècle.

## Théorie de l’emprunt
Selon l’historien Eric Ward, la théorie de la transition s'avère erronée et il expose dans ses travaux à partir des années 1970, que la franc-maçonnerie est selon lui un produit des Lumières. Sans contester un lien culturel entre la maçonnerie opérative et spéculative et selon ses recherches historiques, il expose que les fondateurs des premières loges aux XVIIe et XVIIIe siècles n'auraient fait qu'emprunter les formes opératives pour donner un certain éclat à leur création, les éléments novateurs des loges spéculatives étant nombreux et n'ayant aucun trait commun avec les opératifs. Les apports intellectuels entre autres de William Hutchinson (1732-1814) et de William Preston rendant la franc-maçonnerie « andersonnienne » complètement spéculative.
En France, ces travaux et cette « théorie de l'emprunt » sont repris tout d'abord par René Guilly et par l'historien Roger Dachez dans le cadre de nouvelles recherches et de publications sur des revues maçonniques de références comme Renaissance traditionnelle. En 2017, cette théorie est retenue par la majorité des historiens contemporains.

### Détails de la théorie
La théorie de l'emprunt expose une construction de la franc-maçonnerie spéculative par apports successifs et progressifs au XVIIIe siècle en Angleterre, au travers de notables qui se qualifient de franc-maçon (free-mason) dans le sens de « libre du métier ». Dans une époque très trouble où se multiplient les cercles discrets de différentes natures, ce rapprochement entre intellectuels tentent de se placer au dessus des querelles politiques et religieuses parfois mortelles de l'époque, en tentant d’échanger autour d'une volonté de vivre en bonne entente. L'usage de symboles, de signes ou de langages codés que fournissent les coutumes et traditions des anciennes corporations de maçons pouvant servir cette finalité, à laquelle s'ajoute la noblesse philosophique ou légendaire que cette tradition permet et pour laquelle une abondante littérature donne corps à la Renaissance. La théorie situe toutefois la naissance de la franc-maçonnerie spéculative en Écosse tout en maintenant l'idée de l'emprunt fait par des notables à des fins premières de sociabilité.

### Critique de la théorie
Ce modèle est critiqué par le courant ésotériste de la franc-maçonnerie, en France notamment, pour lequel la remise en cause d'un lien direct entre maçonnerie opérative et spéculative rend inopérante la dimension ésotérique de l'initiation, renvoyant celle-ci à un club philosophique et d'entraide issue uniquement des Lumières naissantes. En 1991, le docteur en grec ancien et littérature, franc-maçon de la Grande Loge de Colombie britannique, Wallace McLeod, expose dans un article et un ouvrage, The Grand Design, la permanence de sa croyance dans la théorie de la transition et les arguments pour étayer celle-ci. Malgré les travaux de plusieurs de ses amis et collègues de la loge Quatuor Coronati sur celle de l'emprunt et dont il ne partage pas en finalité, les conclusions. Les travaux entrepris par les historiens qui se poursuivent en 2016, tendent à confirmer sa valeur historique, sans nier toutefois les origines écossaises du XVIIe siècle qui font un lien uniquement culturel et symbolique avec le métier des maçons et de ses secrets légendaires.